# Dans ma chambre
Dans ma chambre est le premier roman de Guillaume Dustan, paru chez P.O.L. en 1996,.

## L'œuvre
Le titre du livre est tiré d'une chanson de Depeche Mode In your room.
  

Le roman met en scène une autofiction dans un style épuré inspiré par Marguerite Duras et  Bret Easton Ellis, que l'auteur admire. Il se déroule dans le quartier gai du Marais à Paris. L'auteur y décrit les mœurs d'un homme gai sans détour et sans affect, évoquant ses pratiques sexuelles de cruising, sa séropositivité, le barebacking et la prise de drogues récréatives, dans un but de dévictimisation et démystification. L'auteur dit à propos du milieu qu'il fréquente que « le sexe est la chose centrale » et qualifie le livre qu'il est en train d'écrire en ces termes :  
« autobiographie érotique sur fond de grégorien-rap, parce que quand j’écris, j’écoute Dépeche Mode » (p.63).   
La chambre mise en scène est celle du narrateur, qui devient le lieu d'étreintes sexuelles entre hommes, qui sont décrites de manière factuelle, technique et quasiment clinique, sans en éviter les aspects les plus crus :  
Le livre est tiré d'éléments biographiques véritables notamment à propos de sa relation avec Quentin dans le roman,.

## Réception critique
Le livre, publié par un jeune énarque bourgeois qui révèle  l'intimité érotique sans fards dans un contexte de séroposivité fait scandale et est parfois comparé aux Nuits Fauves de Cyril Collard.  

Le livre influence fortement des auteurs comme Frédéric Huet, qui par la suite envoie à Dustan un roman à publier, et entame une relation avec lui à la suite de leur rencontre  
Je me rappelle quand j'ai découvert Dans ma chambre (...). J'ai lu ça «J'ai laissé la chambre à Quentin. Je me suis installé dans la petite pièce au fond de l'appart pour ne pas les entendre baiser». Le choc. Non seulement d'être parfaitement écrit (le style était simple et direct), il se racontait.». 

## Adaptation au théâtre
En 2019, Hugues Jourdain adapte Dans ma chambre au théâtre.

## Commentaires
- Dans ma chambre est souvent désigné comme « le Tricks [de Renaud Camus] des années 90 », ou comme « l'Attrape-cœurs [de Salinger] mixé avec Less than zero [de Bret Easton Ellis][10]. »

## Éditions
- Dans ma chambre, P.O.L., 1996. (en) In my room, Londres, trad. Brad Rumph, Serpent's Tail. (es) En mi cuarto, Barcelone, Edicion Mondadori.